# Rihanna
Robyn Rihanna Fenty (Saint Michael, 20 de fevereiro de 1988), mais conhecida como Rihanna, é uma cantora, compositora, atriz, empresária e estilista barbadense. Considerada como uma das maiores artistas musicais da história, acumulando recordes e músicas nas quais ganharam as primeiras posições nas paradas no mundo, quebrando recordes mundiais, Rihanna ganhou destaque na indústria musical após o lançamento de seus dois primeiros álbum de estúdio, Music of the Sun (2005) e A Girl like Me (2006). Apesar disso, foi apenas com o terceiro, Good Girl Gone Bad (2007), que ela consagrou-se como um ícone pop. O primeiro single do projeto, "Umbrella", liderou a Billboard Hot 100 por por sete semanas consecutivas. 
Ela seguiu mantendo o sucesso com seus quatro álbuns seguintes; Rated R (2009), Loud (2010) e Talk That Talk (2011). Todos os quais extraíram canções que foram primeiro lugar nos Estados Unidos e no mundo, como "Rude Boy", "Only Girl (In the World)", "What's My Name?" e "We Found Love". Seus dois últimos discos, Unapologetic (2012) e Anti (2016), foram os primeiros de sua carreira a liderar a Billboard 200. Ambos foram apoiados, respectivamente, pelos sucessos número um nas paradas; "Diamonds" e "Work".
Além de seus trabalho musical, Rihanna é reconhecida por seu envolvimento em causas sociais, empreendedorismo e influência na indústria da moda. Ela fundou a Fundação Clara Lionel, a marca de cosméticos Fenty Beauty e a grife Fenty sob a LVMH, tornando-se a primeira mulher negra a comandar uma marca de luxo para a empresa. A artista atuou em produções cinematográficas como Battleship (2012), Home (2015), Valerian and the City of a Thousand Planets (2017), e Ocean's 8 (2018). Em 2018, ela foi nomeada embaixadora pelo Governo de Barbados e declarada Heroína Nacional da nação em 2021.
Rihanna se tornou a artista que mais vendeu gravações digitalmente da história, um feito reconhecido pelo livro de recordes mundiais Guinness. Seu trabalho musical foi agraciado com várias condecorações, incluindo nove Grammys, treze American Music Awards, doze Billboard Music Awards e seis recordes mundiais do Guinness. Ela já comercializou mais de 200 milhões de gravações em todo o mundo, se tornando um dos artistas musicais mais bem sucedidos em vendas de todos os tempos. Rihanna também conseguiu colocar quatorze singles número um na Billboard Hot 100, a segunda maior quantidade por uma artista feminina. A revista Billboard a elegeu a terceira maior estrela pop do período 2000-2024 e a segunda mais bem sucedida do século 21 em suas paradas musicais.

## Biografia

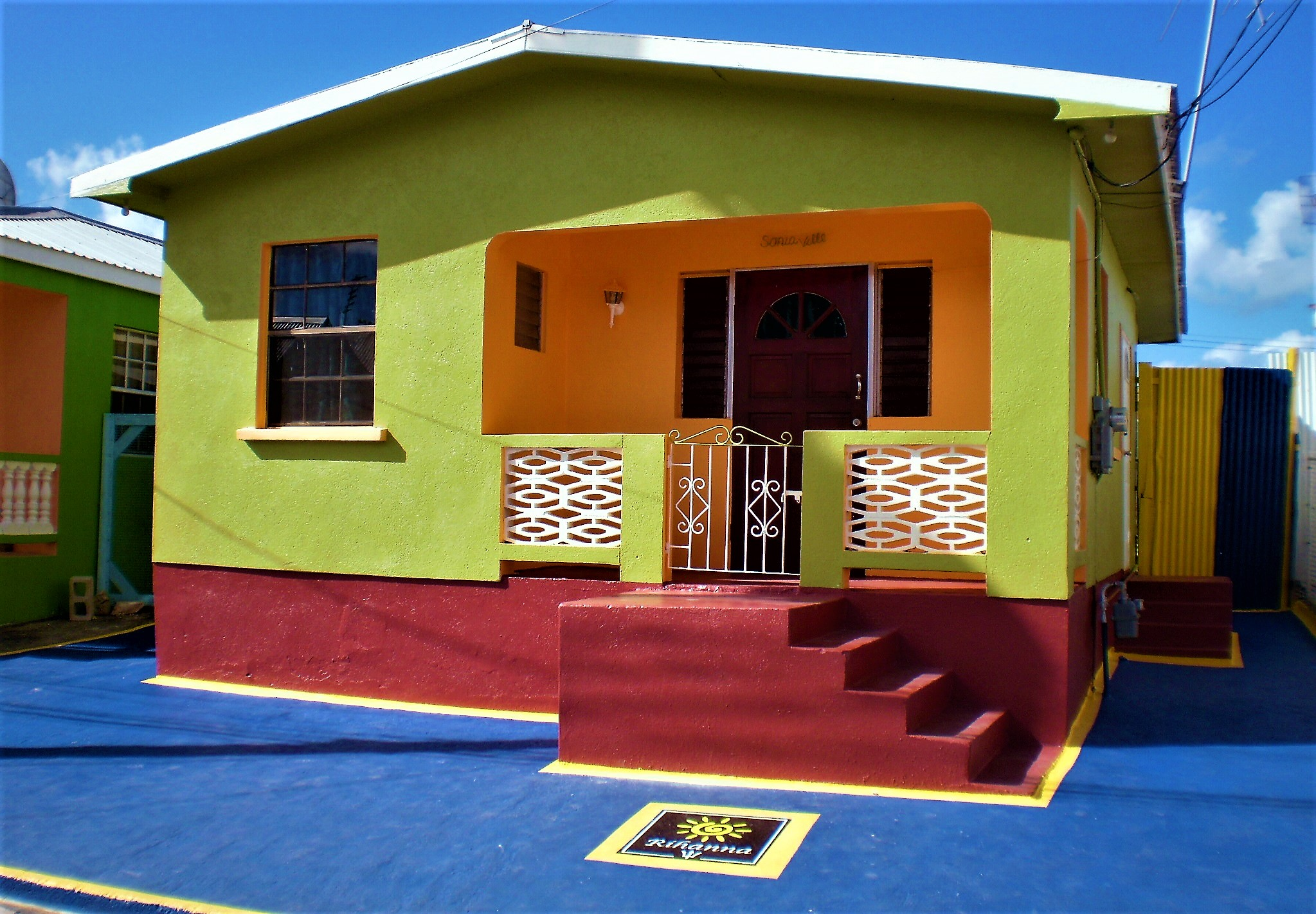
Casa dos pais de Rihanna em Bridgetown, a poucos metros do porto da cidade

Robyn Rihanna Fenty nasceu no dia 20 de fevereiro de 1988 na pequena cidade de Bridgetown, paróquia de Saint Michael, capital da ilha caribenha Barbados, filha da contadora Monica Braithwaite e do supervisor de armazém Ronald Fenty. Rihanna tem dois irmãos, Rorrey e Rajad Fenty, e duas meias-irmãs e um meio-irmão por parte paterna, cada um nascido de mães diferentes, fruto de relacionamentos anteriores de Ronald. Rihanna tem ascendência irlandesa e afro-guianense herdada de seus progenitores. Ela foi criada residindo em uma quitinete de três quartos em Bridgetown e vendeu roupas com o pai em uma barraca na rua para ajudar nas despesas de casa. Sua infância foi profundamente afetada pelo alcoolismo e uso de drogas ilícitas por parte de seu pai, o que contribuiu para o casamento tenso entre ele e sua mãe. O pai de Rihanna costumava abusar fisicamente de Braithwaite e ela tentava intervir entre eles para apartar as brigas.
Quando criança, Rihanna foi submetida a diversas tomografias computadorizadas devido as dores de cabeça excruciantes que sofria, lembrando: "Os médicos até pensaram que era um tumor, porque era tão intenso". Quando ela tinha 14 anos, seus pais se divorciaram e sua saúde começou a melhorar. Ela frequentou a Escola Primária Charles F. Broome Memorial e a Escola Combermere e durante a adolescência, ela foi cadete do exército em um programa sub-militar de Barbados, onde Shontelle, que mais tarde tornou-se cantora e compositora, foi sua sargento. Embora inicialmente pretendesse se formar no ensino médio, ela optou por abandonar os estudos e se dedicar apenas a uma carreira na música.
O primeiro investimento musical de Rihanna foi montar um trio musical com outras duas colegas de classe. Elas foram descobertas em seu país natal, Barbados, pelo produtor americano Evan Rogers. Sem nome ou material, o grupo feminino conseguiu fazer uma audição com Rogers, que comentou: "No momento em que Rihanna entrou na sala, era como se as outras duas garotas não existissem". Rihanna foi convidada a ir ao quarto de hotel onde Rogers estava hospedado, lá ela interpretou para ele as músicas "Emotion" do Destiny's Child e "Hero" de Mariah Carey. Impressionado, Rogers agendou uma segunda reunião com a mãe de Rihanna presente e, em seguida, convidou ela para sua cidade natal nos Estados Unidos para gravar algumas fitas demo que pudessem ser enviadas para gravadoras. As gravações eram intermitentes, demorando cerca de um ano para ficarem prontas, porque ela só conseguia gravar durante suas férias escolares. As canções "Pon de Replay" e "The Last Time" foram algumas das canções gravadas para a fita demo, e posteriormente, acabaram por ser incluídas no seu primeiro álbum Music of the Sun. Nesse mesmo ano, Rihanna assinou contrato com a produtora de Rogers e Carl Sturken, Syndicated Rhythm Productions, que passou a gerenciar sua carreira.

## Carreira

### 2004–06: Início e primeiros lançamentos
A demo gravada por Rihanna foi enviada para a Def Jam Recordings, onde Jay Brown, um executivo do setor de artistas e repertórios da gravadora, foi um dos primeiros a ouvi-la. Brown enviou a fita demo ao rapper Jay-Z, que havia sido recentemente nomeado presidente e diretor executivo da Def Jam. Quando Jay-Z ouviu a música "Pon de Replay" pela primeira vez, ele sentiu que a faixa continha notas vocais muito altas para ela. Apesar de cético, ele convidou-a a uma audição para o selo. No início de 2005, a cantora fez o teste para a Def Jam na cidade de Nova Iorque, onde o rapper a apresentou ao magnata da música Antonio "L.A." Reid. Na audição, ela cantou um cover de "For the Love of You" gravada por Whitney Houston, bem como outras duas faixas contidas em sua demo; "Pon de Replay" e "The Last Time". Jay-Z estava absolutamente certo sobre contratá-la depois que a viu apresentando seu futuro single "Pon de Replay". Seu chefe, LA Reid, também ficou impressionado com sua audição, dizendo ao rapper para não deixar Rihanna sair do prédio até que o contrato fosse assinado. Lembrando da audição e da reunião com Jay-Z, a cantora explicou: "A primeira vez que chegamos, eu estava tremendo. Eu nunca havia conhecido uma celebridade antes, tendo uma audição e reunião ao mesmo tempo ... Eu estava histérica. Mas no momento em que entrei no escritório, foi totalmente diferente ... a atmosfera era muito calorosa e amigável, o nervosismo desapareceu imediatamente". Reid deixou Jay-Z e sua equipe fecharem o acordo com Rihanna, o que resultou em um contrato de seis álbuns com a Def Jam. Ela ficou esperando no escritório do rapper até as três da manhã para que os advogados dele redigissem um contrato que a impediria de assinar com outra gravadora. Rihanna cancelou reuniões com outros selos interessados e se mudou de Barbados para os Estados Unidos onde passou a morar com Rogers e sua esposa.
Depois de assinar com a Def Jam, o rapper e sua equipe começaram a desenvolver material para o trabalho de estreia dela e passaram os três meses seguintes gravando-o e completando-o. Rihanna trabalhou com diferentes produtores durante o desenvolvimento da obra, principalmente Rogers e seu parceiro de produção, Carl Sturken. Com várias músicas cogitadas como primeiro single, "Pon de Replay" acabou sendo escolhido porque aparentava ser a música adequada para ser lançada no verão. Em maio de 2005, a faixa foi oficialmente lançada, alcançando as cinco primeiras posições em quinze países, incluindo o segundo lugar entre as Billboard Hot 100 e no Reino Unido.
Em 12 de agosto de 2005, seu álbum de estreia, Music of the Sun é oficialmente lançado. Estreando em décimo lugar na parada estadunidense Billboard 200 e recebeu um certificado de ouro entregue pela Recording Industry Association of America (RIAA), após registrar vendas superiores a 500 mil unidades em solo americano. Ao todo, vendeu mais de dois milhões de cópias em todo o mundo. Seu segundo foco de promoção, "If It's Lovin' that You Want", não teve tanto sucesso quanto seu antecessor, mas alcançou as dez primeiras colocações na Austrália, Irlanda e Nova Zelândia.
Um mês após o seu lançamento de estreia, Rihanna voltou aos estúdios para começar desenvolver material para seu segundo álbum de estúdio. Em 10 de abril de 2006 chega às lojas A Girl like Me. Um sucesso comercial, alcançou as dez primeiras colocações em treze países. Conquistou o primeiro lugar no Canadá e a quinta posição no Reino Unido, além dos Estados Unidos onde vendeu mais de 150 mil cópias em sua semana de estreia. Tornou-se o primeiro álbum de Rihanna a ser certificado com platina pela RIAA, depois de vender mais de um milhão de cópias em solo americano. O primeiro single, "SOS", foi um sucesso internacional, estando entre os cinco mais tocados em 11 países. Tornou-se a primeira seu primeiro single a atingir o ápice na Billboard Hot 100. "Unfaithful", segunda música de trabalho, tornou-se um grande sucesso, estabelecendo-se entre as dez primeiras colocações em dezoito países, incluindo o número um no Canadá e na Suíça. A promoção de A Girl like Me foi encerrada com o lançamento de outros dois singles: "We Ride" e "Break It Off".

### 2007–09: Mudança de imagem e fama mundial
No início de 2007, Rihanna já havia começado a trabalhar em seu terceiro álbum de estúdio. Com a ajuda dos produtores Timbaland, Tricky Stewart e Sean Garrett, ela adotou uma nova direção musical apostando em faixas de andamento acelerado. Em 31 de maio de 2007, Good Girl Gone Bad é oficialmente liberado. O projeto alcançou o segundo lugar em vendas na Austrália e nos Estados Unidos, além de liderar as tabelas em vários países; incluindo Brasil, Canadá, Irlanda e Reino Unido. Os críticos especializados o receberam com análises mais positivas quando comparado aos dois trabalhos anteriores da artista. Conquistou uma série de certificações ao redor do mundo, como sete vezes platina pela RIAA, denotando 7 milhões de compras apenas nos Estados Unidos. Cinco singles foram lançados de Good Girl Gone Bad, todos os quais alcançaram as vinte primeiras posições da Billboard Hot 100. "Umbrella", o primeiro, liderou a parada Billboard Hot 100 por sete semanas consecutivas e recebeu uma certificação de diamante (10× platina), pela Recording Industry Association of America (RIAA), reconhecendo mais de 10 milhões de unidades adquiridas no país. Para promover ainda mais o álbum, Rihanna embarcou em sua primeira turnê, Good Girl Gone Bad Tour, em setembro de 2007, que abrigou 80 concertos que abrangiam cidades dos EUA, Canadá, Europa e Oceania. Com a referida obra, a barbadiana recebeu diversas indicações aos Grammy Awards em 2008, vencendo ao lado de Jay-Z na categoria de Melhor Colaboração Rap por "Umbrella".

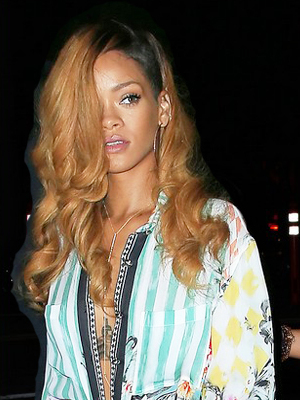
Rihanna em um evento em 8 de outubro de 2009.

Em 9 de junho de 2008 é lançado seu primeiro álbum ao vivo, Good Girl Gone Bad Live. O lançamento em vídeo do projeto continha a gravação de um show realizado por Rihanna em 6 de dezembro de 2007 na Arena de Manchester localizado na cidade de Manchester, Reino Unido, como parte da turnê Good Girl Gone Bad. Também continha um documentário especial que a apresentou discorrendo suas experiências durante a digressão. No final daquele ano, a artista ainda permanecia nas paradas com o lançamento do quinto single de Good Girl Gone Bad, "Rehab" e foi eleita a "Diva do Ano" pela revista Entertainment Weekly por seu "poder de permanência".
Durante o final dos anos 2000, Rihanna direcionou suas obras a gêneros como música pop, dubstep e rock, distanciando-se dos ritmos caribenhos apresentados em suas primeiras gravações. Ao longo de 2008, ela excursionou com a turnê Glow in the Dark Tour, ao lado de artistas como Kanye West, Lupe Fiasco e N.E.R.D. A reedição de seu terceiro álbum de estúdio, Good Girl Gone Bad: Reloaded, foi liberado em 2 de junho de 2008 com três composições inéditas: "Disturbia", "Take a Bow", "If I Never See Your Face Again" (um dueto com a banda Maroon 5), além de uma versão em espanglês da canção "Hate That I Love You", com o cantor pop espanhol David Bisbal. Todas as quatro faixas foram apresentadas como singles e receberam uma recepção comercial positiva, com "Disturbia" e "Take a Bow" atingindo a liderança da Billboard Hot 100. "Live Your Life", um dueto da artista com o rapper T.I., foi lançado em novembro daquele ano e também culminou na tabela.
No início de 2009, a barbadiana iniciou os trabalhos em seu novo álbum de estúdio. Em 20 novembro do mesmo ano o material resultante, Rated R, foi disponibilizado. Contendo um conceito mais sombrio e agourento em comparação aos seus trabalhos anteriores. Comercialmente, debutou na 4ª posição da Billboard 200. Foi apoiado por seis singles, incluindo "Rude Boy". Este, que foi seu maior sucesso mundial, conquistou a 1ª posição na Billboard Hot 100 por seis semanas e posicionando-se entre as dez canções mais tocadas em outras 22 nações. Rihanna promoveu Rated R através da sua segunda digressão, Last Girl on Earth Tour, que contou com mais de 56 apresentações realizadas na América do Norte, Europa, Ásia e Oceania.

### 2010–13: Sucesso contínuo e consolidação
Em janeiro de 2010, Rihanna colaborou com o rapper Eminem na faixa "Love the Way You Lie", que tornou-se um grande sucesso mundial, estabelecendo-se no cume do gráfico de 20 países. Conquistou o 2º lugar em terras britânicas, tornando-se a canção mais bem-sucedida de 2010 no país e a primeira de Rihanna a vender mais de um 1 milhão de unidades por lá. Em outubro, ela mudou o gerenciamento de sua carreira, passando a ser administrada pela Roc Nation de Jay-Z. Ainda naquele ano, a artista participou de três singles: "All of the Lights", de Kanye West, incluído em seu álbum My Beautiful Dark Twisted Fantasy (2010), "Fly", com Nicki Minaj, contida em seu disco de estreia Pink Friday (2010) e "Who's That Chick?", com David Guetta, do álbum One More Love (2010).

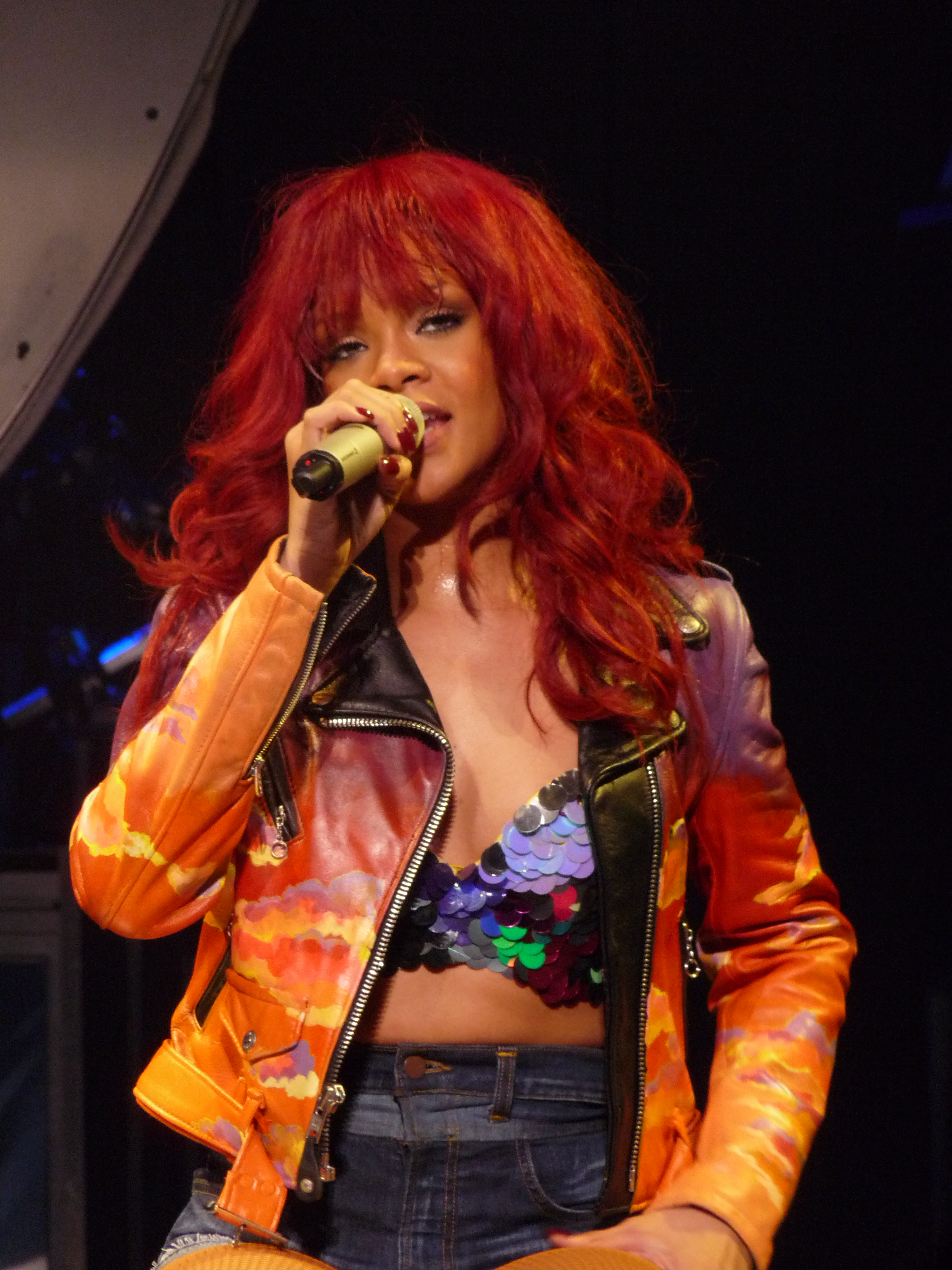
Rihanna durante uma das apresentações da turnê Loud Tour (2011).

Em 12 de novembro, seu quinto álbum foi disponibilizado sob o título Loud. Gerando três singles em primeiro lugar na Billboard Hot 100; "Only Girl (In the World)", "What's My Name?", uma colaboração com o canadense Drake, e "S&M" que posteriormente foi remixado com a participação da americana Britney Spears. Rihanna estabeleceu um recorde, como a artista solo com a acumulação mais rápida de lideranças nessa tabela em toda a história. Também foram divulgados "Man Down", "California King Bed" e "Cheers (Drink to That)", que receberam sucessos moderados. Por "Only Girl (In the World)", a artista recebeu o troféu de Melhor Gravação Dance durante a 53.ª edição dos Grammy. No mesmo período, embarcou em uma série de concertos através da Loud Tour, que gerou dez apresentações extras esgotadas na Arena O2, em Londres, tornando-se o mais vendidos por uma artista feminina na história do local. Posicionou-se no 7º posto entre as turnês com maior bilheteria do mundo em 2011.
Em novembro daquele ano ela divulgou seu sexto projeto, intitulado Talk That Talk. A obra estreou na terceira posição nos Estados Unidos e em número um no Reino Unido. O primeiro esforço lançado, "We Found Love", ocupou a posição máxima na Billboard Hot 100 por dez semanas não consecutivas, a mais longeva da carreira de Rihanna e de qualquer outra canção naquele ano. "You Da One" e a faixa-título do álbum, que apresenta a participação de Jay-Z, foram promovidas em seguida, recebendo sucesso moderado. "Where Have You Been", a quinto single, alcançou o número cinco na parada americana e a sexta posição no Reino Unido. No início de 2012, duas colaborações com Rihanna foram lançadas: "Princess of China", com a banda Coldplay, que foi incluída no disco Mylo Xyloto e "Take Care", em parceria com Drake, contida no álbum de mesmo nome. Na cerimônia realizada em 2012, a cantora recebeu seu terceiro prêmio Grammy, na categoria de Melhor Colaboração Rap, por sua participação na canção "All of the Lights" de Kanye West. Em março, ela disponibilizou duas colaborações suas com seu ex-namorado, Chris Brown: a versão remixada de "Birthday Cake" e o lançamento inédito "Turn Up the Music". Ambas as faixas foram recebidas negativamente devido ao histórico de violência doméstica do casal. Em setembro, após "We Found Love" ser laureado o Videoclipe do Ano durante os MTV Video Music Award, Rihanna tornou-se a primeira mulher a receber o prêmio por mais de uma vez.

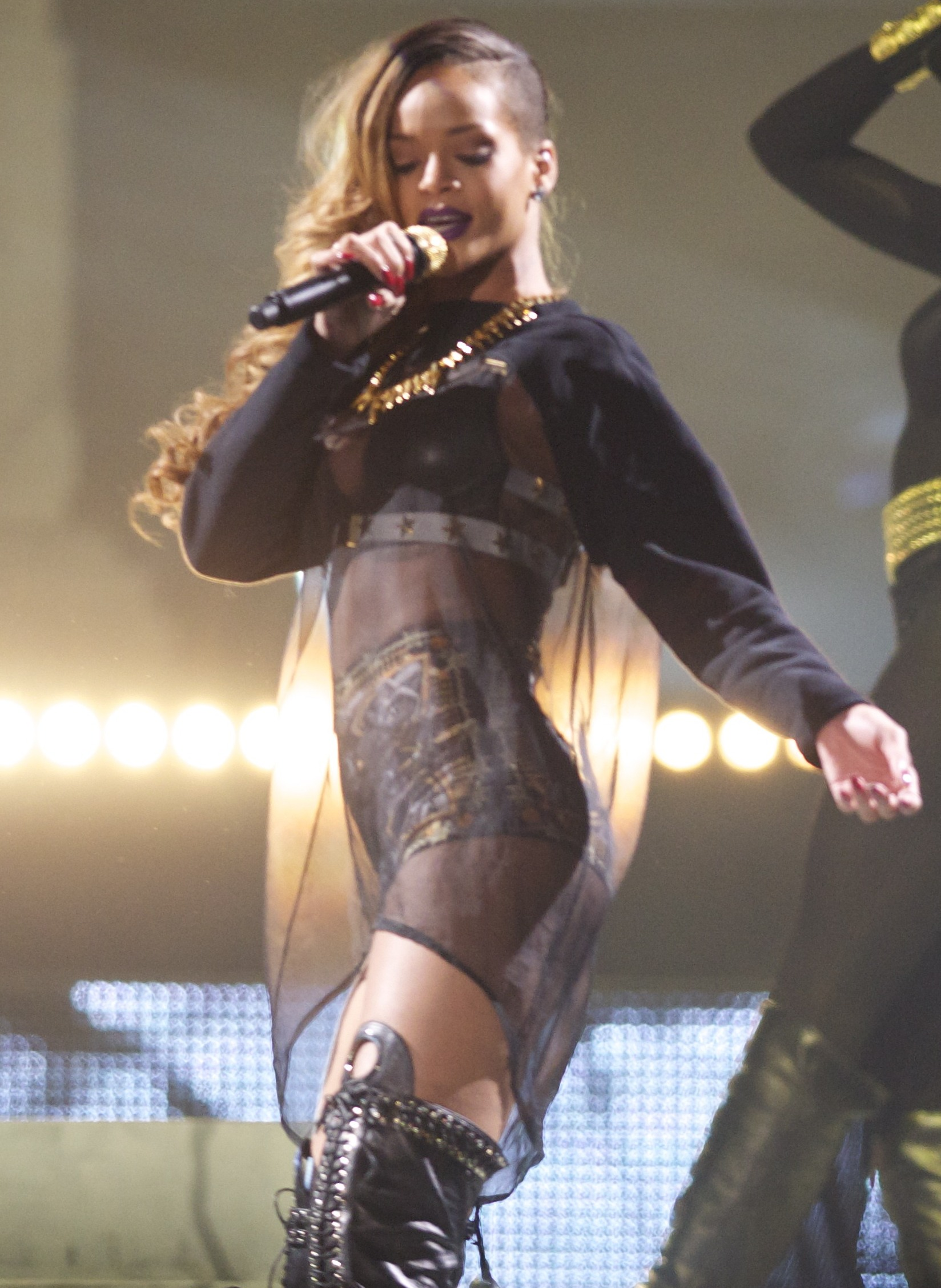
Rihanna em 2013, durante uma apresentação ao vivo da turnê Diamonds World Tour.

Em 19 de novembro é lançado Unapologetic, seu sétimo álbum de estúdio. Ao debutar no comando da Billboard 200, tornou-se seu primeiro disco a realizar esse feito. O principal meio de divulgação ao projeto, "Diamonds", alcançou o topo em mais de 20 nações mundiais, incluindo os EUA, onde tornou-se seu a décimo lançamento a fazê-lo. O lançamento seguinte do disco, "Stay", contém a participação do cantor Mikky Ekko, comercialmente alcançou os cinco primeiros postos em mais de vinte países, incluindo o número três em território americano. Como promoção ao seu mais recente trabalho, Rihanna embarcou na 777 Tour, uma mini turnê de apenas sete shows realizados em sete países por um período de sete dias. Em 6 de maio de 2013, a rede de televisão Fox exibiu um documentário sobre a excursão, que posteriormente foi liberado em DVD no dia seguinte como o terceiro álbum de vídeo ao vivo da cantora. Em fevereiro, durante a cerimônia de 2013 do Grammy, Rihanna conquistou sua sexta condecoração, na categoria de Melhor Videoclipe de Formato Curto por "We Found Love" (2011). Sua quinta digressão solo, Diamonds World Tour, começou em março de 2013, em apoio ao Unapologetic. No mesmo mês, o americano Wale lançou uma versão remixada de seu single "Bad", com a participação da barbadiana. Em outubro, "The Monster", uma colaboração entre Eminem e Rihanna foi disponibilizada como o quarto lançamento do oitavo disco de estúdio do rapper, The Marshall Mathers LP 2 (2013).

### 2014–2017: Lançamentos avulsos eAnti

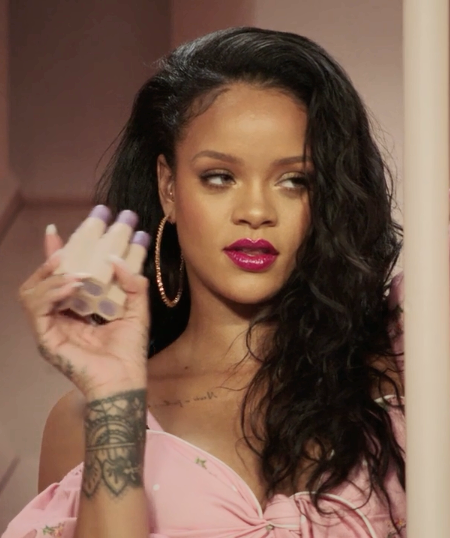
Rihanna para uma campanha da Fenty Beauty em 2018.

Rihanna colaborou com a colombiana Shakira em "Can't Remember to Forget You", lançado em 13 de janeiro de 2014 como primeiro single de seu material homônimo. Em seguida, a barbadiana e Eminem apresentaram-se juntos em algumas cidades dos Estados Unidos como parte da turnê The Monster Tour. Em maio, deixa sua gravadora de longa data Def Jam para se juntar totalmente à Roc Nation, selo que cuidava de sua carreira desde outubro de 2010. Em janeiro de 2015, lança o single avulso "FourFiveSeconds", contendo a participação dos cantores Kanye West e Paul McCartney. Posteriormente, outras duas faixas também foram divulgadas, "Bitch Better Have My Money" e "American Oxygen". Em 28 de janeiro de 2016, seu oitavo álbum de inéditas, Anti, é lançado exclusivamente através do serviço de transmissão digital Tidal. No dia seguinte, uma edição de luxo do projeto foi disponibilizada, através do aplicativo Apple, contendo três composições adicionais. Depois de estrear no número 27 nos Estados Unidos, Anti saltou para o número um, tornando-se o segundo álbum de Rihanna a ocupar a posição. Foi apoiado com o lançamento de quatro canções no qual a primeira "Work", culminou na Billboard Hot 100 por nove semanas consecutivas e liderou as listas de vendas da loja iTunes em mais de noventa países. Em seguida foram lançados "Needed Me" e "Love on the Brain", ambos no qual alcançaram o número sete nos Estados unidos. Mais tarde, "Love on the Brain" converteu-se no quarto single de Anti, obtendo o 5 primeiros lugares nesse país, apesar da ausência de um videoclipe.
Durante a primavera e o verão de 2016, colaborações suas com vários artistas foram lançadas. Em 29 de abril, Calvin Harris liberou "This Is What You Came For" que alcançou o número três na Billboard Hot 100 e o número dois no Reino Unido. Rihanna também emprestou sua voz à música "Too Good" de Drake e ao single "Nothing Is Promised" de Mike Will Made It. Em 27 de junho, "Sledgehammer", o primeiro single da trilha sonora do filme Star Trek Beyond é lançado. Um ano depois, a voz da cantora apareceu na canção "Selfish" do rapper Future, que foi divulgado como primeiro single do seu sexto disco de estúdio Hndrxx. Em seguida, ela participou de outros dois lançamentos; um com o produtor musical DJ Khaled, "Wild Thoughts" que também contou com a participação do cantor Bryson Tiller e tornou-se um sucesso mundial e "Loyalty" do americano Kendrick Lamar, que rendeu-a seu nono prêmio Grammy, entregue durante a 60ª cerimônia realizada. Em novembro de 2017, a cantora colaborou com a banda N.E.R.D na canção "Lemon", incluída no disco No One Ever Really Dies.

### 2018–presente: Novos projetos
Em outubro de 2017, Shakka revelou que estava trabalhando com Rihanna em seu álbum "absolutamente insano". Em dezembro de 2018, Rihanna confirmou que o álbum seria lançado em 2019, e mais tarde anunciou que é um projeto de reggae. Em agosto de 2019, os fãs notaram que Rihanna e os co-compositores Collin Edwards, Monique Lawrence e Alexander Ogunmokun registraram uma música intitulada "Private Loving" na editora musical BMI. Em setembro de 2019, foi anunciado que ela assinou com a Sony/ATV Music Publishing. Em dezembro de 2019, Rihanna aludiu ao fato de seu álbum estar completo e retendo indefinidamente a data de lançamento em uma postagem no Instagram. Em seguida, ela foi apresentada na música "Believe It" do cantor canadense PartyNextDoor, lançada em 27 de março de 2020. Em 25 de setembro de 2022, Rihanna anunciou que seria a atração principal do show do intervalo do Super Bowl LVII. Em 28 de outubro, ela liberou "Lift Me Up"; o single principal da trilha sonora de Black Panther: Wakanda Forever. A música é seu primeiro lançamento musical solo desde Anti (2016). A cantora apresentou a canção na cerimônia do Oscar de 2023.

## Outros empreendimentos

Rihanna em fevereiro de 2016 durante seu desfile de moda FentyXPuma.

Além da música, Rihanna se aventurou em outros empreendimentos e funções profissionais. Seu primeiro livro, auto-intitulado, foi publicado em outubro de 2010. A obra continha fotografias, registradas durante as apresentações da cantora como parte da Last Girl on Earth. A primeira fragrância oficial de Rihanna, Reb'l Fleur foi lançada em janeiro de 2011. O produto tornou-se altamente bem-sucedido — de acordo com uma publicação da Rolling Stone — até o final de 2011 a fragrância já havia gerado um lucro financeiro estimado em oitenta milhões de dólares. Em fevereiro do ano seguinte, a segunda fragrância da cantora, Rebelle, foi lançada. A campanha promocional do produto foi dirigida por Anthony Mandler, que também gravou a campanha promocional de seu perfume anterior. Intitulado Nude, o terceiro lançamento da artista, foi liberado em novembro de 2011. Rogue, quarta fragrância de Rihanna, foi lançada em 14 de setembro de 2013, seguido por uma versão masculina liberada no ano seguinte, chamada de Rogue Men.
Em 2017, a artista lançou sua empresa de cosméticos aclamada pela crítica, Fenty Beauty sob a LVMH. A parceria avaliada em dez milhões de dólares, apresenta Rihanna lançando vários produtos de beleza. A primeira parcela do Fenty Beauty foi lançada em 8 de setembro de 2017, em lojas e na internet, disponível em mais de cento e cinquenta países. Incluía uma variedade de produtos, como marcadores, bronzeadores, compactadores de blush, brilho Labial e folhas de borrão e foi elogiado por sua ampla gama de cores de pele. A revista Time nomeou Fenty Beauty uma das "25 melhores invenções de 2017", elogiando a amplitude de seu alcance.

### Trabalhos como atriz

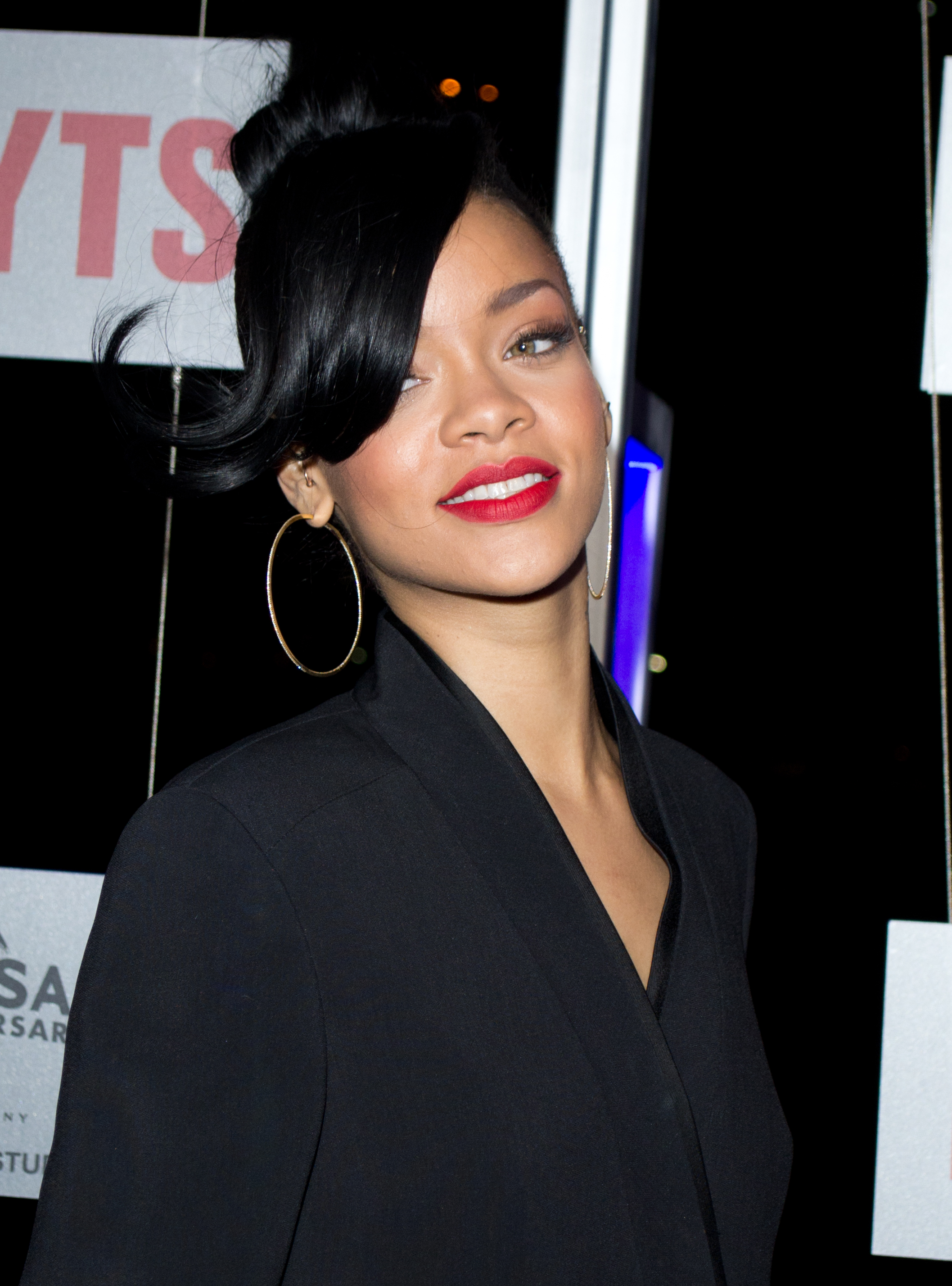
Rihanna na estreia do filme Battleship, na Austrália.

Rihanna fez sua estreia como atriz em um participação especial no filme Bring It On: All or Nothing, lançado em agosto de 2006. A artista interpretou Cora Raikes na produção cinematográfica Battleship, lançado em 18 de maio de 2012. O filme é baseado no jogo de tabuleiro Batalha naval. O diretor Peter Berg assumiu a direção e a coprodução da obra. A atuação da cantora atraiu críticas negativas dos principais críticos especializados em cinema, recebendo o Prêmio Framboesa de Ouro por Pior Atriz Coadjuvante. O filme foi orçado em duzentos milhões de dólares e comercializou mais de trezentos milhões de ingressos em todo o mundo. Em 2015, Rihanna dublou a personagem Tip no filme de animação Home, ao lado de Jim Parsons e Jennifer Lopez.
A artista desempenhou o papel recorrente de Marion Crane na quinta e última temporada da série Bates Motel. O programa recebeu elogios da crítica. Em 21 de julho de 2017 é lançado Valerian and the City of a Thousand Planets produção na qual Rihanna também teve um papel importante, a direção é assinada por Luc Besson e trata-se de uma adaptação da série de quadrinhos Valérian et la Cité des mille planètes. Também estrelado por Dane DeHaan e Cara Delevingne a produção foi distribuída em território americano através da STX Entertainment. A artista integrou o elenco feminino do longa cinematográfico Ocean's 8, dirigido por Gary Ross e lançado pela Warner Bros. em 2018. O filme arrecadou trezentos milhões de dólares em todo o mundo e se tornou um grande sucesso de bilheteria.
Em agosto de 2018, foi relatado que Rihanna estava filmando um projeto secreto em Cuba durante todo o verão daquele ano, intitulado Guava Island, ao lado de Donald Glover. O colaborador de Glover na série Atlanta, Hiro Murai, esteve encarregado da direção do projeto com Letitia Wright e Nonso Anozie. O trailer do filme estreou no dia 24 de novembro no festival PHAROS na Nova Zelândia. A produção de detalhes exatos, não foi anunciado até abril de 2019, quando os primeiros anúncios para Guava Island foram liberados no Spotify em 13 de abril. Mais tarde, foi revelado que a Amazon Studios distribuiria o filme e a Regency Enterprises havia financiado o projeto, sendo lançado oficialmente em 13 de abril.

### Filantropia
Em 2006, Rihanna inaugurou sua primeira instituição beneficente, sob o nome de The Believe Foundation, que visa ajudar crianças vítimas de doenças terminais. No ano seguinte, tornou-se uma das personalidades públicas nomeadas como embaixadoras da campanha Centro de União, Amor e Caridade, que nomeia uma celebridade como representante de uma instituição de caridade diferente em todo mundo. Em fevereiro de 2008, uniu-se a outras figuras públicas e juntos criaram roupas para a linha intitulada Moda contra a AIDS encabeçada pela H&M, que visa aumentar a conscientização e o combate ao vírus HIV-AIDS. Ainda em 2008, esteve ao lado de outras quinze artistas femininas, onde contribuiu com vocais para "Just Stand Up!", que foi apresentada ao vivo por todas elas juntas em 5 de setembro durante o Resistir ao câncer. O especial televisivo conseguiu a arrecadar mais de 100 milhões de dólares que foram repassados para as unidades hospitalares que cuidam de pacientes diagnosticados com a doença.

Sinto fortemente que todas as crianças de todos os lugares devem ter a oportunidade de ter uma educação de qualidade; portanto, tenho orgulho de anunciar a parceria da Fundação Clara Lionel com líderes de defesa da educação, como a Parceria Global para Educação e Cidadão Global. Trabalhando juntos, sei que podemos ampliar nossos esforços e garantir que milhões de crianças tenham acesso à educação globalmente.

 — Rihanna, discutindo a parceria da Fundação Clara Lionel com a Parceria Global para a Educação.
Em 2012, Rihanna fundou a Fundação Clara Lionel (FCL), a instituição beneficente leva o nome de seus avós maternos, Clara e Lionel Braithwaite. Os programas atuais incluem o Centro Clara Braithwaite de Oncologia e Medicina Nuclear no Hospital Queen Elizabeth, localizado em Barbados, além de outros programas em prol da educação de crianças. Em novembro de 2012, destinou 100 milhões de dólares a bancos de alimentos para as vítimas do Furacão Sandy. Em março de 2020, doou 5 milhões de dólares para ajudar pessoas financeiramente prejudicadas pela Pandemia de COVID-19. Ela realizou doações adicionais de equipamentos de proteção individual para o estado americano de Nova Iorque e uma oferta de 700 mil dólares em ventiladores para seu país natal, Barbados. Em abril, Rihanna doou mais 2 milhões, em parceria com o empresário Jack Dorsey, que juntos somam-se mais de 4 milhões de dólares arrecadados. O dinheiro foi destinado para fornecer apoio e recursos a indivíduos que sofram violência doméstica devido ao isolamento social compulsório, causado pela expansão da doença.

## Imagem pública

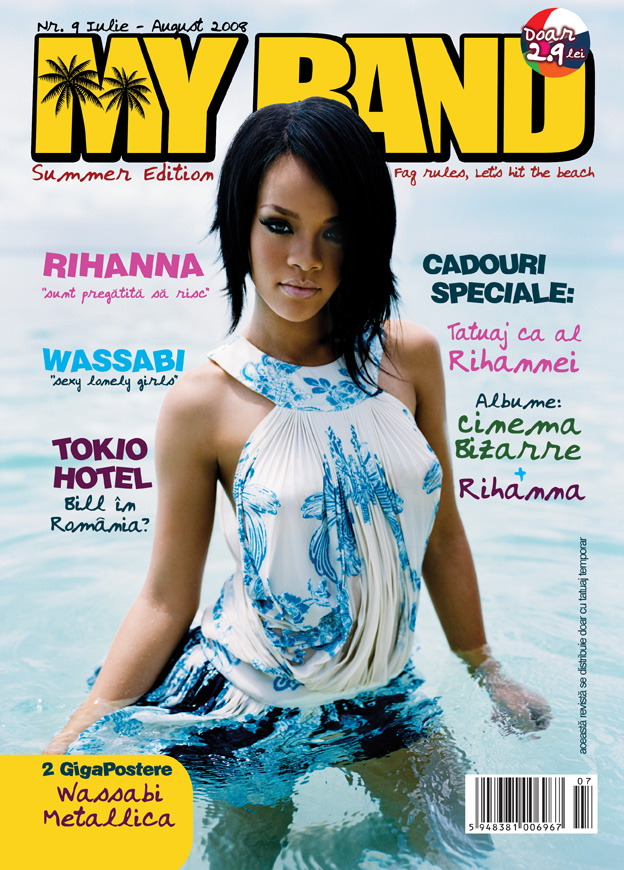
Rihanna como destaque na capa de 11 de julho de 2008 da revista MyBand. A partir do lançamento de seu terceiro álbum de estúdio, a cantora reinventou sua imagem com um corte de cabelo inspirado na personagem de Charlize Theron no filme Aeon Flux.

A capacidade de Rihanna em reinventar sua música, estilo e imagem foi notada pela mídia. Em 2009, a revista New York descreveu os primeiros estilos adotados pela cantora como os de uma "rainha adolescente", tendo em mente que ela tem a capacidade de mudar sua aparência de maneira drástica e com grande facilidade. Quando ela lançou seu segundo álbum de estúdio, A Girl Like Me (2006), o estilo, o som e a música de Rihanna foram considerados por muitos críticos como demasiadamente semelhantes aos trabalhos de Beyoncé. Em entrevista à revista Look, Rihanna falou sobre as comparações com a cantora: "Beyoncé é uma grande artista e tenho a honra de ser mencionada com ela na mesma frase, mas somos artistas com estilos diferentes". Durante uma entrevista ao programa Oprah's Next Chapter, ela revelou que o modelo de "princesa pop" criado pela Def Jam a fez se sentir "claustrofóbica" durante seus primeiros anos com a gravadora. De acordo com a Rihanna: "Eu senti que eles estavam me dando um modelo ... eles tinham uma marca, eles tiveram uma ideia do que eles queriam que eu fosse, sem saber quem eu realmente queria ser". Com o lançamento de seu terceiro álbum, Good Girl Gone Bad (2007), a cantora abandonou sua imagem inocente explorada em seus primeiros trabalhos e apresentou-se trajando um novo penteado, inspirado no corte de cabelo da atriz Charlize Theron no filme de ficção científica Aeon Flux (2005). Ele seguiu os passos de artistas como Jennifer Lopez e Christina Aguilera, que também deixaram sua imagem inocente para dar lugar a um visual e som mais sensuais.
Nico Amarca da revista Highsnobiety escreveu: "ao longo de sua carreira, agora há 10 anos [Rihanna] foi uma das metamorfoses estéticas mais significativas do mundo". Ela mudou sua aparência pessoal em várias ocasiões, aparecendo com penteados e cortes de cabelo diferentes desde o lançamento de seu terceiro álbum. Jess Cartner-Morley do The Guardian escreveu: "O figurino de Rihanna é o mais comentado, influente e dissecado no pop. Tudo o que ela usa é reproduzido imediatamente na rua, pois ela vende". Apesar da cantora ser criticada por suas roupas sensuais, a artista de música country, Miranda Lambert revelou admirar o figurino e o estilo de Rihanna: "Eu não me inspiro necessariamente na coisa toda sem sutiã, mas eu amo que você nunca sabe o que ela vai vestir. Sempre o faz pensar, o que a torna ousada e interessante".
Em uma entrevista para a jornalista Alexa Chung durante o Vogue Festival de 2015, a designer de Balmain, Olivier Rousteing, elogiou a cantora estilisticamente, comparando-a a alguns dos mais importantes ícones da moda na história da música, como Madonna, David Bowie, Michael Jackson e Prince. Comentando a expectativa cultural de que as estrelas pop devessem ser modelos, Rihanna disse: "[Ser uma modelo] se tornou mais do meu trabalho do que eu queria que fosse. Mas não, eu só quero fazer minha música. Isso é tudo". Em uma entrevista de 2013 à MTV, a feminista e escritora do livro The Vagina Monologues, Eve Ensler elogiou a artista, dizendo: "Eu sou uma grande fã de Rihanna, acho que ela tem esse tipo de controle sobre sua sexualidade e é aberta sobre isso, ela tem uma enorme graça e é imensamente talentosa".
Descrita como uma das mulheres mais sensuais de sua geração, ela revelou que ser considerada um símbolo sexual não é uma prioridade e que "é definitivamente lisonjeiro, mas também desconfortável". Sua aparência a colocou na capa de revistas como Maxim, FHM, Rolling Stone e em dezembro de 2012, Rihanna se tornou a primeira mulher a aparecer na capa da publicação "Homem do Ano" da revista GQ.

## Características musicais

### Voz e estilo musical
Rihanna possui um alcance vocal classificado como mezzo-soprano, com um intervalo que varia desde a nota de Si2 a Dó#6. Enquanto gravava faixas para seu terceiro álbum de estúdio, Good Girl Gone Bad (2007), teve aulas de canto com Ne-Yo. Falando da experiência, declarou: "Eu nunca tive treinamento vocal, então, quando estou no estúdio, ele me diz como respirar e outras coisas ... Ele grita essas grandes palavras bonitas: 'OK, agora quero que você faça staccato. E eu fico como, 'OK, eu não sei o que é isso'." A performance vocal apresentada em seu disco Loud (2010) recebeu críticas positivas de críticos especializados em música. James Skinner, do portal da BBC, elogiou os vocais da cantora na faixa "Love the Way You Lie (Part II)" e escreveu que a voz de Rihanna é poderosa e "ao mesmo tempo condutora, íntegra e vulnerável – que ancora a música – e é alta em si". Escrevendo para o jornal britânico The Independent, Andy Gill, sentiu que "California King Bed" apresenta sua melhor performance vocal. Jon Caramanica, da publicação diária New York Times, declarou: "sua voz se transformou em uma arma de frieza emocional e indiferença estratégica. É decididamente hostil, feita para dar ordens".

"[Minha música é] apenas imaginação, ser criativa; é com isso que minha música é composta. Ser criativa e pensar em situações, sejam as situações pelas quais passei ou as que observei as pessoas passando. Não sei dizer onde me vejo daqui a cinco anos, mas posso dizer que farei o meu melhor para ser a artista de maior sucesso em cinco anos. [Eu quero ser] lembrada como Rihanna. Lembrada como sendo a artista do Caribe que veio para cá e se tornou internacional. Apenas lembre-se de mim, porque sou fiel à minha música e só quero que as pessoas percebam e me apreciem por isso"

—Rihanna durante sua primeira entrevista para a MTV News.
Devido ao fato de crescer e nascer em Barbados, Rihanna foi desde cedo muito exposta a uma variedade de ritmos do Caribe, principalmente reggae, calipso e música soca. Quando ela se mudou para os Estados Unidos, começou a se familiarizar as variedades da música americana; "o rock é um deles, e eu me apaixonei por ele. [Agora] eu amo rock". No momento de sua estreia, ela gravou músicas inspiradas em suas raízes caribenhas e descreveu seu som inicial como "uma fusão de reggae, hip-hop e rhythm and blues (R&B), com alguma coisa diferente". Suas experimentações iniciais de dancehall podem ser encontradas em seu material de estreia, Music of the Sun (2005), e um pouco menos perceptível em seu acompanhamento, A Girl like Me (2006). Kelefa Sanneh, em sua coluna no New York Times, elogiou à combinação de dancehall e reggae em suas obras, dizendo que ambos os gêneros: "Às vezes, parecem duas formas de música furiosamente insulares, mas ... Rihanna é apenas a última cantora a descobrir o quão versátil os ritmos eletrônicos de ambos os gêneros podem ser". Visando seu crescimento artístico, em A Girl like Me a cantora expressou experiências pessoais pelas quais garotas típicas de 18 anos passam em baladas que foram descritas como elegantes e maduras.
Após seu segundo álbum, a música de Rihanna passou a incorporar uma ampla variedade de gêneros, incluindo pop, R&B, reggae, dubstep, hip hop e electronic dance music (EDM). No âmbito lírico, passou a explorar na maioria das vezes, temas envolvendo relacionamentos amorosos, sua carreira musical passou a imprimir novas ideias musicais e ela afirmou que queria "fazer música que pudesse ser ouvida em partes do mundo em que eu nunca estive". Durante uma crítica para Good Girl Gone Bad (2007), a revista Slant escreveu que Rihanna "finalmente descobriu que é uma artista de música dance e a maior parte do álbum é composta por faixas de dance-pop em andamento acelerado [como] "Push Up on Me" e "Don't Stop the Music". Isso marcou uma partida do som caribenho explorado em seus álbuns anteriores e é descrito como um ponto de virada em sua carreira. Enquanto a primeira metade do álbum compartilha muitas influências pop dos anos 80 com músicas como "Don't Stop the Music" e "Shut Up and Drive", a segunda metade recua para o R&B padrão.
Gravado após sua intérprete ser vítima de agressões físicas por parte de seu então namorado, Chris Brown, Rated R (2009) contém um tom muito mais sombrio e apresenta ao ouvinte um conteúdo lírico regado de cunho emocional no qual a reflete as experiências autobiográficas de Rihanna ao longo de 2009. Em Loud (2010), a artista reflete sobre a diversão e energia que ela teve durante a gravação do obra. O álbum é uma mistura de baladas, hinos energéticos e canções de cunho emocional. Talk That Talk (2011) é semelhante ao Rated R, pois ambos incorporam gêneros como hip hop, R&B, dancehall e dubstep em sua musicalidade. Tanto Loud quanto Talk That Talk são obras que exploram em demasia a sexualidade em suas letras ("S&M" e "Birthday Cake") e apresenta um retorno de Rihanna às suas raízes dancehall ("Man Down" e "Watch n' Learn"). Ela também incorporou elementos da música house em sua obra, como apresentado em "We Found Love", "Only Girl (In the World)" e "Complicated". A primeira metade de Unapologetic é composta por canções minimalistas e "melosas" derivadas de EDM e hip hop sulista americano, enquanto a segunda metade é voltada para baladas que incorporam música disco e estilos derivados do reggae e rock. Muitas das letras do álbum abordam a relação de Rihanna com Chris Brown, com uma segunda metade de canções mais leves que têm referências a uma vida amorosa disfuncional. Anti representa um afastamento em relação ao seu predecessor, deixando para trás os gêneros club e dance para dar lugar a um som predominantemente pop, hip hop soul e R&B com elementos de dancehall e música soul. A produção do disco foi caracterizada como sendo dark, com camadas esparsas, seu conteúdo lírico aborda predominantemente temas amorosos, explorando o que significa estar apaixonado, se machucar, precisar de alguém e ser verdadeiro consigo mesmo. A música de Rihanna também contém amostragens de gravações realizadas por outros artistas ("Cheers (Drink to That)" e "Don't Stop the Music").

### Influências
Rihanna nomeou a cantora americana Madonna como seu ídolo e maior influência artística. Ela disse que ainda criança almejava ser a "Madonna Negra" quando crescesse e a elogiou por sua capacidade de se reinventar constantemente e com sucesso ao longo de sua carreira. "Acho que Madonna foi uma grande inspiração para mim, especialmente em meus primeiros trabalhos. Se eu tivesse que examinar sua evolução ao longo do tempo, acho que ela reinventou com sucesso seu estilo de roupas e música todas as vezes. Ao mesmo tempo, é uma força real que permaneceu no entretenimento em todo o mundo". Outra grande influência na música e na carreira de Rihanna tem sido Mariah Carey. Ela revelou que a música de Carey, "Vision of Love", foi a canção que a fez querer dedicar-se à música e tudo o que Mariah fazia, ela também tentava fazer. Crescendo assistindo a vídeos da lenda do reggae jamaicano Bob Marley, devido a sua grande popularidade no Caribe. Rihanna expressou sua admiração por Marley, dizendo: "Um dos meus artistas favoritos de todos os tempos ... realmente abriu o caminho para todos os outros artistas fora do Caribe". Rihanna construiu um santuário em sua casa dedicado ao músico e incluiu em seu repertório um cover de sua canção "Is This Love" e "Redemption Song" de Bob Marley & The Wailers durante suas turnês de concerto.
Durante sua infância, ela andava por aí cantando canções de Whitney Houston como "A Whole New World" simulando um microfone com sua escova de cabelo, tanto que seus vizinhos começaram a chamá-la de "Robyn Redbreast". Ela também afirmou que uma das primeiras canções que ela lembra que a fez se apaixonar pela música foi: "I Will Always Love You". "Foi muito inspirador e me fez desenvolver uma paixão pela música; na verdade, ela é parcialmente responsável por eu estar aqui nesta indústria". Rihanna comentou que Janet Jackson foi um dos primeiros ícones femininos da música pop com quem ele pode se identificar e que a cantora Aaliyah teve um enorme impacto em seu estilo. Rihanna citou o quarto álbum da cantora Brandy, Afrodisiac (2004), como a principal inspiração para a concepção de seu terceiro álbum, Good Girl Gone Bad (2007). Outros artistas musicais no qual Rihanna já expressou sua admiração, incluem os cantores Beyoncé, Celine Dion, Alicia Keys, Grace Jones, Fefe Dobson, Prince, e o grupo Destiny's Child.

### Videoclipes e apresentações

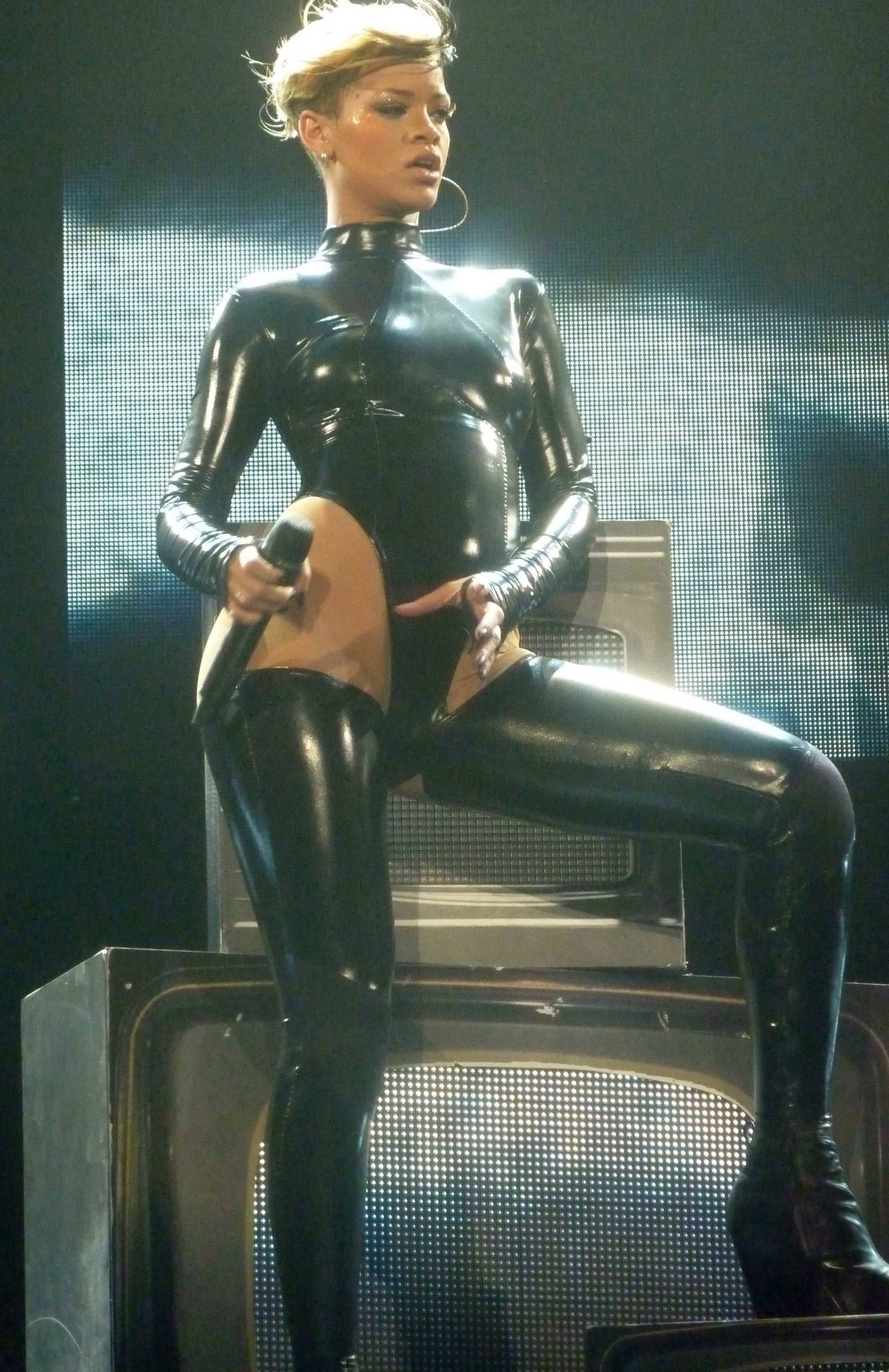
Os figurinos usados por Rihanna bem como suas apresentações sensuais na Last Girl on Earth Tour, levantaram controvérsias.

Muitos de seus vídeos musicais foram filmados como curtas-metragens explorando questões como relações tóxicas, sexualização, abuso de substâncias ilícitas e romantismo, como impresso nos videoclipes de "We Found Love" e "Man Down". O vídeo de "Umbrella" mostra a transição de imagem de Rihanna para a vida adulta e deixando de lado seu aspecto mais juvenil e inocente apresentado em seus trabalhos anteriores. As cenas "sombrias e assustadoras" do videoclipe de "Disturbia" foram comparadas as apresentadas por Michael Jackson no vídeo de "Thriller". Em "Russian Roulette", Rihanna é vista aparentemente presa em uma sala, imagens dela jogando roleta russa com seu parceiro também são exibidas. Posteriormente, a cena em que ela aparece sendo abordada por um carro veloz durante a madrugada foram comparadas ao relacionamento tenso da cantora com Chris Brown. Em 2011, a artista lançou alguns videoclipes controversos que envolvem temas como sadomasoquismo, estupro e violência doméstica. Em "Man Down", Rihanna é visionada atirando em um homem que caminha por uma estação de trem, no qual recebeu comentários negativos por parte do Conselho de Televisão dos Pais. "We Found Love", que apresenta a cantora e seu interesse amoroso em um relacionamento doentio e cheio de drogas, provocou críticas por sua mensagem inadequada. Mas Charne Graham, do portal Houston Press defendeu a cantora, perguntando: "Por que os videoclipes de Rihanna deixam todo mundo irritado quando os vídeos igualmente sexuais e controversos de outros estão em rotação? [...] ela gosta de fazer videoclipes que nos dão algo para pensar sobre". Jocelyn Vena, da MTV, escreveu: "Rihanna, assim como Madonna, também tem uma tendência a criar vídeos musicais verdadeiramente instigantes que se encaixam nas músicas que eles representam. Entre os clipes mais chamativos e glamourosos, Madge e Ri querem que pensemos sobre questões maiores". George Epaminondas, da revista InStyle, considera os videoclipes da artista "cinematográficos" devido à sua mistura de ritmos insulares, conteúdo pop e sensualidade.
Para o site de notícias Canadian Online Explorer, Denis Armstrong, descreveu sua apresentação no palco do festival Ottawa Bluesfest, dizendo que "seu show era uma fantasia coreografada ao estilo da Disney, contendo uma atitude atrevida, atrativos pessoais e uma série de sucessos descolados e sem açúcar". De acordo com uma pesquisa feita pela revista Billboard, sua performance de "Disturbia" realizada na edição de 2008 do Prêmio de Música da MTV foi considerada a décima melhor apresentação da cerimônia. Suas roupas de couro sensuais trajadas durante sua turnê Good Girl Gone Bad Tour, foram altamente criticadas pelo partido conservador islâmico da Malásia, que recomendou que a digressão fosse proibida do pais. Enquanto comentava a turnê de acompanhamento do terceiro álbum da cantora, o  jornal britânico The Times comparou o estilo de figurino usado por Rihanna aos de Janet Jackson e a chamou de "uma visão da alta costura, em botas até a coxa e alguns restos de PVC preto". Para a edição britânica da revista Vogue lançada em outubro de 2011, a cantora disse que suas roupas e performances em apresentações são todos uma grande atuação; "Não sou eu. Essa é uma parte que eu interpreto. Você sabe, como se fosse uma obra de arte, com todos esses trajes e texturas para representar".

## Influência e legado

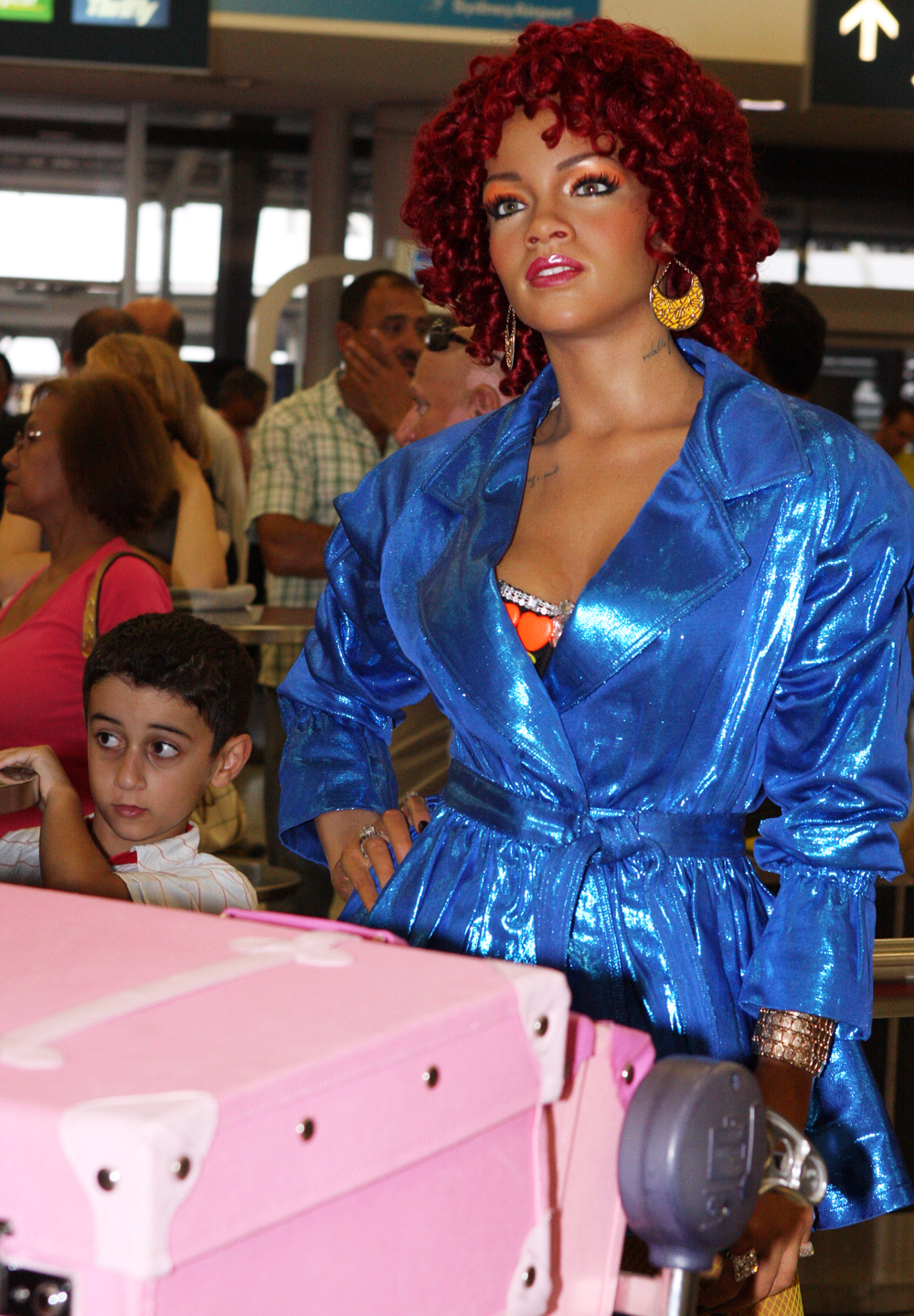
Figura de cera de Rihanna exposta no Aeroporto de Sydney, Austrália.

Por causa de sua grande ascensão, Rihanna recebeu vários títulos honoríficos como "Rainha do Caribe", "Princesa do R&B" e "Princesa do Pop". A escritora Josué Ostroff, da versão canadense do Huffington Post, falou sobre o legado da cantora: "Rihanna lançou álbuns anuais que a tornaram uma das estrelas pop definitivas de nossa época". A Jornalista da revista Rolling Stone, Brittany Spanos escreveu que Rihanna foi uma das três mulheres negras que "radicalizaram a música pop" e que, com sua música, deu voz a uma das comunidades que mais fortemente lutaram por mudanças reais. Em 2016, a mesma revista reconheceu a cantora como uma das maiores artistas de todos os tempos, adicionando-a a sua lista de "Os Imortais". O portal da NPR a nomeou como a artista musical mais influente do século XXI por sua influência e sucesso. Esta mesma revista a colocou como uma das 25 artistas femininas mais influentes de todos os tempos, com o jornalista Mackenzie O'Brien escrevendo: "Rihanna ultrapassou as fronteiras de todos os gêneros sob os quais sua música pode ser classificada. Ela está realmente pressionando os limites do que significa ser uma mulher na música". Em 2019, Caroline Crampton, da revista de moda Vogue, descreveu Rihanna como a lenda musical do século XXI. Em um artigo publicado no The Guardian, Tshepo Mokoena, escreveu o artigo "Dez Razões Pelas Quais Rihanna Tornou-se a Mais Bem-sucedida Estrela Pop do Século 21" nomeando seus vídeos, estilo, voz, música, e seu relacionamento com seus fãs como alguns das razões.
A revista Time incluiu Rihanna entre as 100 pessoas mais influentes do mundo em 2012 e 2018. De 2012 a 2016 e de 2018 a 2019, a Forbes colocou Rihanna na sua lista anual das 100 pessoas mais famosas e influentes do mundo. Em 2011 e 2012, Rihanna foi reconhecida como a mulher do ano pela Vogue. Ela foi nomeada a estrela pop mais influente do Reino Unido pela 4Music. A Time criou um ranking que mede as posições dos artistas nas paradas musicais e a suas longevidades desde 1960. Rihanna ficou em segundo lugar, atrás apenas de Mariah Carey. Nick Levine, da Digital Spy, descreveu seu terceiro álbum de estúdio, Good Girl Gone Bad, como a coisa mais próxima de Thriller que 2007/08 poderia ter produzido. Leah Greenblatt, da revista Entertainment Weekly, nomeou Rated R o melhor álbum pop de 2009. A revista Rolling Stone elegeu seu single "Umbrella", como uma das 500 melhores músicas de todos os tempos. Seu single de 2011, "We Found Love" foi eleito 24º maior sucesso na parada Hot 100 de todos os tempos. Em 2016, Taj Rani, da Billboard, escreveu que "Work" trouxe o gênero dancehall na vanguarda da música americana, quando se tornou a primeira canção do gênero a chegar ao topo do Hot 100, desde "Temperature", de Sean Paul, que alcançou o feito em 2006. Em agosto de 2018, a revista classificou Rihanna como a décima artista mais bem-sucedida na parada Hot 100 de todos os tempos, bem como a quinta maior artista feminina na história. A mesma revista também classificou a cantora como a principal artista entre 100 melhores da década de 2010. A revista Insider nomeou Rihanna como a artista da década de 2010 por sua contribuição à música e ao mundo da moda, dizendo:
Na última década, Rihanna não está apenas produzindo sucessos número um. Ela está construindo uma trilha sonora para seus pontos altos, seus pontos baixos e seus espaços sombrios. Ela está escrevendo o guia de como fazer moda ousada e decadente. Ela está construindo um legado que lembra ao mundo que garotas negras, de qualquer lugar, podem se tornar uma das artistas mais ricas do mundo apenas por serem elas mesmas.
Em 22 de fevereiro de 2008, o ex-primeiro-ministro de Barbados, David Thompson, lançou o "Dia Nacional de Rihanna" em seu país. Embora não seja um feriado bancário, os barbadenses comemoram todos os anos em homenagem a cantora. Em fevereiro de 2017, Rihanna foi nomeada pela Universidade de Harvard a "Humanitária do Ano". O ex-presidente dos Estados Unidos, Barack Obama, elogiou o trabalho social da cantora e afirmou: "Você se tornou uma força poderosa na luta para dar dignidade às pessoas". Em 21 de setembro de 2018, Rihanna foi nomeada pelo governo de Barbados como Embaixadora Extraordinária e Plenipotenciária, com deveres especiais de promover "educação, turismo e investimento para a ilha". Em 2 de junho de 2014, a cantora foi condecorada pela Council of Fashion Designers of America (CFDA), com um prêmio especial reservado para "um ícone cujo estilo causou um impacto significativo na cultura popular internacional". A obra artística de Rihanna influenciou diretamente vários artistas contemporâneos, como a cantora Lorde, que se inspirou na canção "Higher" de Rihanna para compor sua faixa "Liability". Para comceber seu disco Heaven Upside Down (2017), Marilyn Manson a teve como uma de suas inspirações, dizendo "Estranhamente, um dos discos que influenciou fortemente esse álbum, e não pode ser tomado literalmente, é Rihanna, seu último álbum. Aquela música, 'Love On The Brain', me impressionou muito porque eu a vi interpretando com muita sinceridade". A canção "Rude Boy" de Rihanna, influenciou Jessie J a escrever seu single "Do It Like a Dude": "Eu escrevi com [Rihanna] em mente porque 'Rude Boy' saiu na época e foi isso que me inspirou a escrever a música". Outros artistas que referenciaram Rihanna em algum aspecto de sua carreira incluem Alexandra Stan, Anitta, Billie Eilish, Cher Lloyd, Cover Drive, Demi Lovato, Ellie Goulding, Fifth Harmony, Grimes, Little Mix e Rita Ora, Jennie do Blackpink, Iza, Karol G, Pabllo Vittar, Sam Smith, Selena Gomez, Sleater-Kinney, Tegan and Sara, e SZA.

## Conquistas

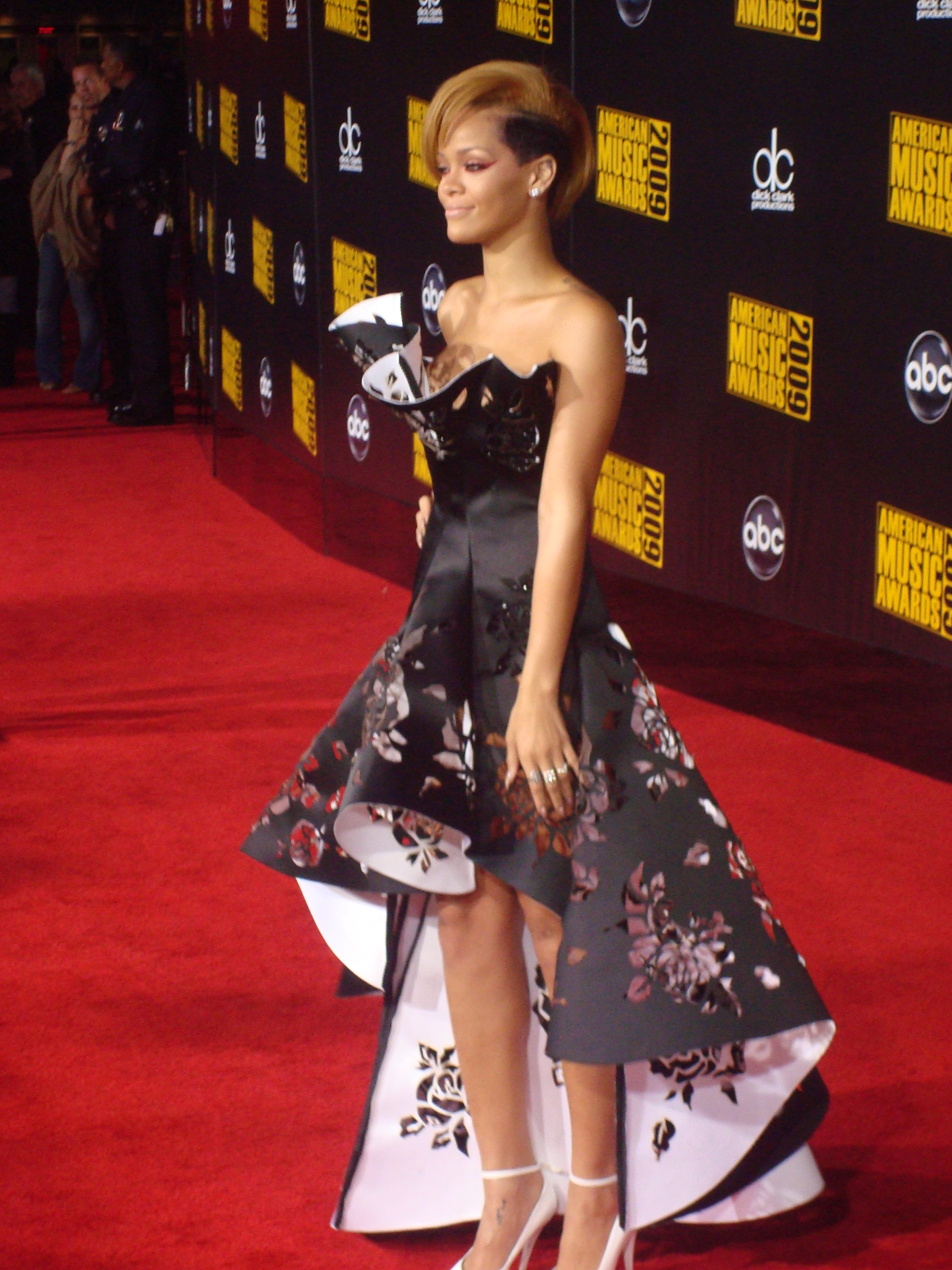
Rihanna no tapete vermelho dos American Music Awards em 2009.

Rihanna é uma das artistas musicais que mais comercializaram gravações de todos os tempos, tendo vendido 250 milhões de obras em todo o mundo até setembro de 2018. Ela recebeu inúmeros prêmios ao longo de sua carreira, entre eles nove Grammys, treze American Music Awards e doze Billboard Music Awards. Rihanna foi considerada um "Ícone" no American Music Awards realizado em 2013. Atualmente, ela detém seis Guinness World Records. Nos Estados Unidos, a barbadense já vendeu mais de 10 milhões de álbuns, enquanto a Nielsen SoundScan a classificou como a artista mais digitalmente vendida no país. Até 2012, suas canções já haviam sido comercializadas mais de 58 milhões de vezes através de downloads, quebrando o recorde mundial do Guinness por vendas de singles digitais.
Em 1 de julho de 2015, a Recording Industry Association of America (RIAA) anunciou que Rihanna havia ultrapassado a marca de cem milhões de certificações em território americano. Ao fazer isso, Rihanna tem mais prêmios por vendas digitais que qualquer outro artista e é o primeiro e único músico a comercializar mais de 100 milhões de singles tanto físico quanto digital nos Estados Unidos. No Reino Unido, ela vendeu mais de sete milhões de álbuns, fazendo dela a terceira mulher mais vendida deste século. Segundo a Billboard, até 2016, suas vendas totais de álbuns somavam mais de 54 milhões de cópias em todo o mundo.
Rihanna acumulou 14 singles em primeiro lugar na parada Hot 100 da Billboard, tornando-se a terceira artista com maior número de músicas no pódio da história da tabela. Ela foi nomeada a principal artista da parada Mainstream Top 40 dos últimos vinte anos pela Billboard; ela ocupa o primeiro lugar com a maioria das entradas (36), a maioria das dez principais posições (23) e a maior quantidade de música no topo (10). Até março de 2014, Rihanna já havia vendido mais de dezoito milhões de singles e seis milhões de álbuns no Reino Unido. Ela é o décimo artista mais vendido e a segunda artista do gênero feminino mais vendidos no país, atrás apenas de Madonna. Tornando-se apenas a segunda, depois dos Beatles, com maior quantidade de singles vendidos no Reino Unido de todos os tempos. O serviço de transmissão digital Spotify a honrou com o título de artista feminina mais tocada de todos os tempos da plataforma; nesse serviço, foi o primeiro artista a conseguir um bilhão de reproduções, um feito realizado em 2013. Ela foi a segunda artista feminina mais ouvida na plataforma durante toda a década de 2010, sendo superada apenas por Ariana Grande. A revista Billboard a elegeu a terceira maior estrela pop do período 2000-2024 e a segunda mais bem sucedida do século 21 em suas paradas musicais.

## Vida pessoal
Atualmente, Rihanna possui uma cobertura avaliada em 14 milhões de dólares localizada na Ilha de Manhattan, em Nova Iorque, Estados Unidos. Ela também adquiriu um imóvel no oeste de Londres, Reino Unido, por sete milhões de libras em junho de 2018, a fim de estar mais perto de seu trabalho com sua marca de moda FENTY. Em dezembro do mesmo ano, Rihanna colocou sua mansão em Hollywood Hills à venda após uma invasão seis meses antes. A mansão foi vendida por dez milhões de dólares. A Forbes começou a reportar os ganhos da cantora a partir de 2012. A partir de 2019, ela se tornou a artista musical feminina mais rica do mundo, com um patrimônio líquido estimado em 600 milhões de dólares. Em 2020, a cantora estreou na lista do jornal Sunday Times, figurando em terceiro lugar entre os músicos mais ricos da Grã-Bretanha. A barbadiana é bem conhecida por suas tatuagens, as mais famosas são um desenho tribal na mão, um revolver em sua caixa torácica e a frase "shhh ..." no dedo, todas feitas em Nova Iorque pelo tatuador Bang Bang. Ela também possui uma grande tatuagem da deusa egípcia Ísis em seu esterno, dedicada à sua falecida avó.
Em 2007, Rihanna começou a namorar o cantor Chris Brown. Em 8 de fevereiro de 2009, surgiram relatos de que Brown a havia agredido fisicamente. Ele foi preso por suspeita de fazer ameaças criminais a ela. Rihanna foi intimada a testemunhar durante uma audiência preliminar realizada em 22 de junho de 2009 na cidade de Los Angeles. No mesmo dia, Brown se declarou culpado pela agressão. O cantor recebeu cinco anos de liberdade condicional e uma ordem de ficar a 50 metros de distancia da cantora, a menos que em eventos públicos, que seriam reduzidos a nove metros. Rihanna namorou Drake de 2009 a 2016. Em uma entrevista à Rolling Stone em janeiro de 2013, a cantora confirmou que havia reacendido seu relacionamento com Chris Brown, embora ele permanecesse em liberdade condicional pelo incidente de violência doméstica cometida em 2009. A confirmação seguiu com especulações da mídia sobre uma possível reconciliação do casal ao longo de 2013. Em uma entrevista em maio daquele ano, Brown afirmou que ele e Rihanna haviam terminado novamente. A cantora iniciou um relacionamento com o empresário saudita Hassan Jameel em 2017. O casal supostamente se separou em janeiro de 2020.
Em 2021, assumiu o namoro com o rapper americano ASAP Rocky. Em novembro de 2021, a mídia afirmou que a cantora estava grávida e em dezembro do mesmo ano ela negou. Mas no começo de 2022 o casal foi flagrado por um fotógrafo, passeando pelas ruas de Nova Iorque, confirmando que Rihanna realmente estava grávida de seu primeiro filho. Em 19 de maio de 2022, foi confirmado que ela havia dado à luz um menino, ainda sem nome vindo á público. Em fevereiro de 2023, os representantes da artista confirmaram sua segunda gravidez após rumores devido à sua aparência no show do intervalo do Super Bowl LVII. No dia 18 de maio, divulgou por meio das redes sociais o nome de seu primogênito, registrado RZA Athelston Meyers, em homenagem ao músico RZA. Seu segundo filho, Riot Rose Mayers, nasceu em agosto de 2023.

## Discografia
- Music of the Sun (2005)
- A Girl like Me (2006)
- Good Girl Gone Bad (2007)
- Rated R (2009)
- Loud (2010)
- Talk That Talk (2011)
- Unapologetic (2012)
- Anti (2016)

## Turnês

### Individuais
- Good Girl Gone Bad Tour (2007–09)
- Last Girl on Earth Tour (2010–11)
- Loud Tour (2011)
- Diamonds World Tour (2013)
- Anti World Tour (2016)

### Colaborativas
- The Monster Tour (com Eminem) (2014)

### Promocionais
- Rihanna: Live in Concert (2006)
- A Girl's Night Out (2008; uma série de shows de caridade para beneficiar a Fundação Acreditar)
- 777 Tour (2012; em apoio a seu sétimo álbum de estúdio, Unapologetic)